# Stanhopea dodsoniana
Stanhopea dodsoniana là một loài thực vật có hoa trong họ Lan. Loài này được Salazar & Soto Arenas mô tả khoa học đầu tiên năm 2001.

## Hình ảnh

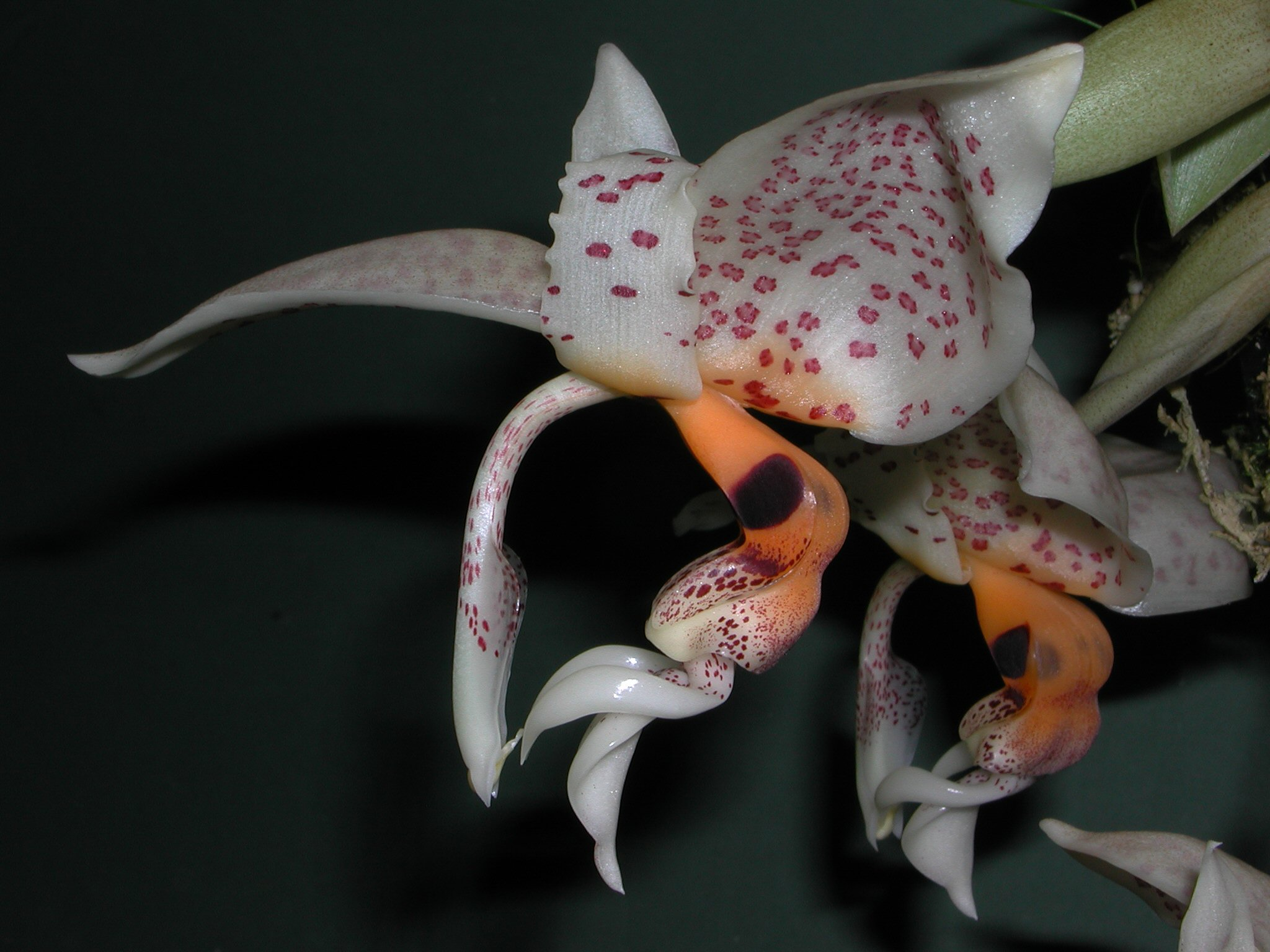
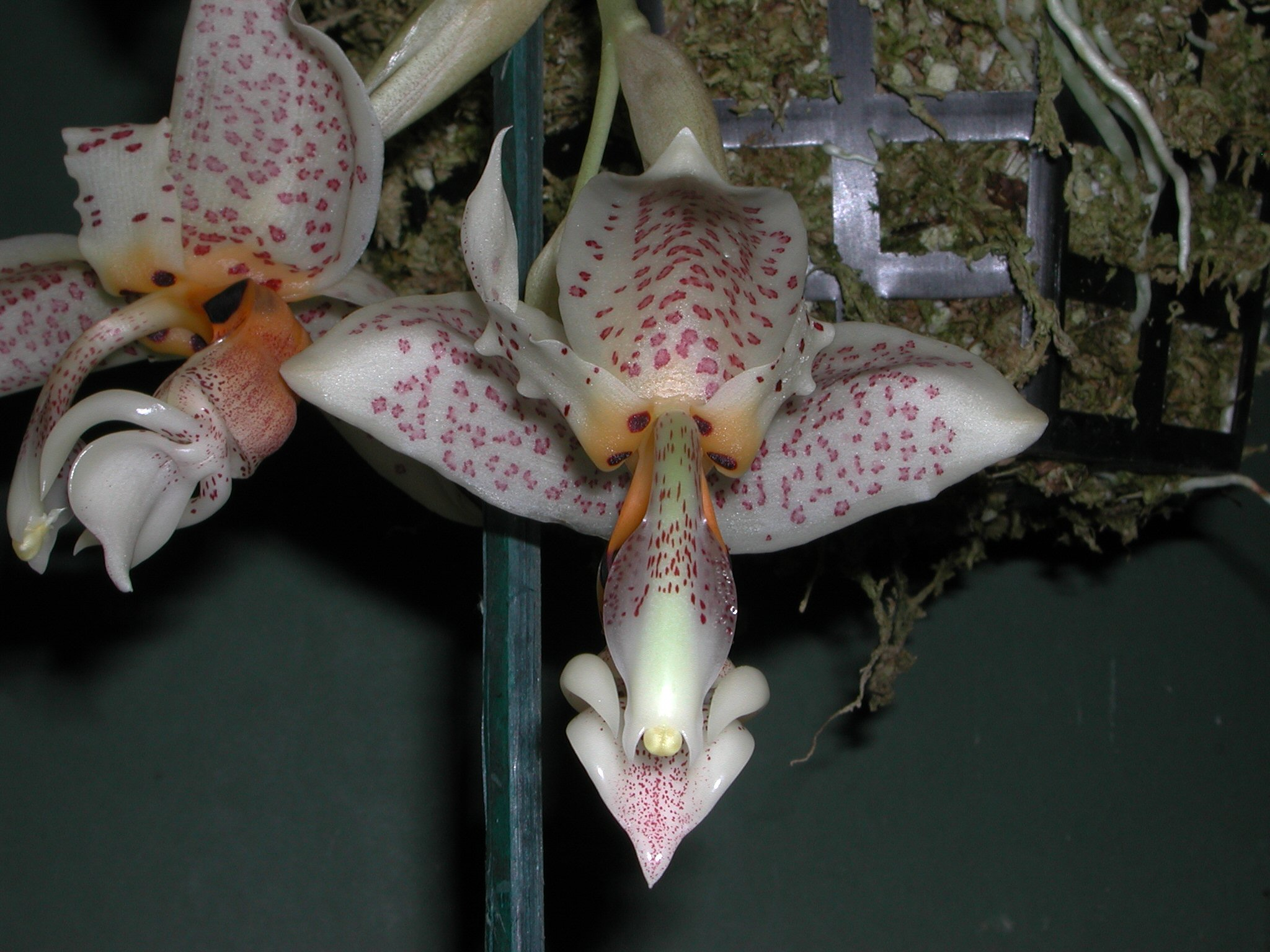